# Raitis Ivanāns
Raitis Ivanāns (* 3. Januar 1979 in Riga, Lettische SSR) ist ein ehemaliger lettischer Eishockeyspieler, der im Verlauf seiner aktiven Karriere zwischen 1996 und 2013 unter anderem 283 Spiele für die Canadiens de Montréal, Los Angeles Kings und Calgary Flames in der National Hockey League (NHL) auf der Position des linken Flügelstürmers bestritten hat. Ivanāns verkörperte den Spielertyp des Enforcers.

## Karriere

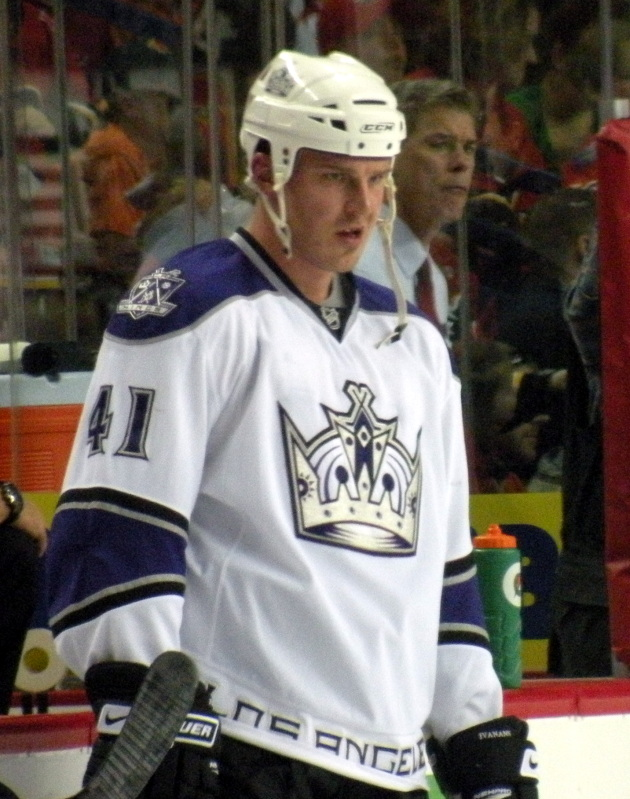
Ivanāns im Trikot der Los Angeles Kings (2009)

Ivanāns begann seine Spielerkarriere im Nachwuchs des Nachfolgeklubs von Dinamo Riga, den Juniors Riga. In der Spielzeit 1996/97 spielte er das erste Mal für die erste Mannschaft der Juniors in der lettischen Eishockeyliga und der East European Hockey League. Ein Jahr später wechselte er nach Nordamerika zu den Flint Generals in die United Hockey League (UHL), nachdem er zuvor bereits im kanadischen Junioreneishockey einige Einsätze in unterklassigen Ligen absolviert hatte.
In den folgenden Jahren spielte er in diversen Minor Leagues, unter anderem für die Milwaukee Admirals, mit denen er in der Saison 2003/04 den Calder Cup gewann, und Hershey Bears in der American Hockey League (AHL). Im Juli 2004 unterzeichnete er einen Vertrag bei den Canadiens de Montréal aus der National Hockey League (NHL), die ihn zunächst bei den Hamilton Bulldogs in er AHL einsetzten. Sein erstes NHL-Spiel absolvierte er am 8. Oktober 2005 gegen die Toronto Maple Leafs, die mit 5:4 bezwungen wurden. Schon in seinem zweiten Spiel wurde Ivanāns, der den Spielertyp des Enforcers verkörperte, in einen Faustkampf mit Zdeno Chára verwickelt. Bei diesem Kampf erlitt er einen Bruch des Jochbeins. Nach überstandener Verletzung wurde er für den Rest der Saison wieder bei den Bulldogs eingesetzt.
Am 13. Juli 2006, vor dem Beginn Saison 2006/07 unterzeichnete er als Free Agent einen Einjahresvertrag bei den Los Angeles Kings, für die er am 12. Oktober 2006 sein erstes NHL-Tor gegen die Dallas Stars erzielte. Am 18. März 2007 unterzeichnete er eine Vertragsverlängerung um ein weiteres Jahr. Ein Jahr später erhielt er einen Zweijahresvertrag, der ihn bis zum Ende der Saison 2009/10 an die Kings band. Nach Ablauf dieses Vertrages wurde er von den Calgary Flames für zwei Jahre verpflichtet. Aufgrund mehrerer Verletzungen verpasste er aber einen Großteil der folgenden zwei Spieljahre und absolvierte nur zwei NHL- sowie 27 AHL-Einsätze für die Abbotsford Heat in diesem Zeitraum.
Im Mai 2012 kehrte er nach Europa zurück und erhielt einen Vertrag mit zwei Jahren Laufzeit bei Dinamo Riga aus der Kontinentalen Hockey-Liga (KHL), der aber nach der Saison 2012/13 aufgelöst wurde. Danach beendete der Lette seine aktive Karriere.

### International
Ivanāns spielte bei zwei Turnieren, der U20-Junioren-B-Weltmeisterschaft 1999 und der Weltmeisterschaft 2008, für die lettische Nationalmannschaft.

## Erfolge und Auszeichnungen
- 2004 Calder-Cup-Gewinn mit den Milwaukee Admirals

## Karrierestatistik

### International
Vertrat Lettland bei:
- U20-Junioren-B-Weltmeisterschaft 1999
- Weltmeisterschaft 2008

(Legende zur Spielerstatistik: Sp oder GP = absolvierte Spiele; T oder G = erzielte Tore; V oder A = erzielte Assists; Pkt oder Pts = erzielte Scorerpunkte; SM oder PIM = erhaltene Strafminuten; +/− = Plus/Minus-Bilanz; PP = erzielte Überzahltore; SH = erzielte Unterzahltore; GW = erzielte Siegtore; 1 Play-downs/Relegation; Kursiv: Statistik nicht vollständig)